# Harmônio (gramático)
Harmônio (em latim: Harmonius) foi um gramático romano do século IV. É citado em 376 em Augusta dos Tréveros (atual Tréveris) com seu colega Úrsulo. Ausônio comparou-o aos grandes gramáticos do passado.